# Orgelweihe

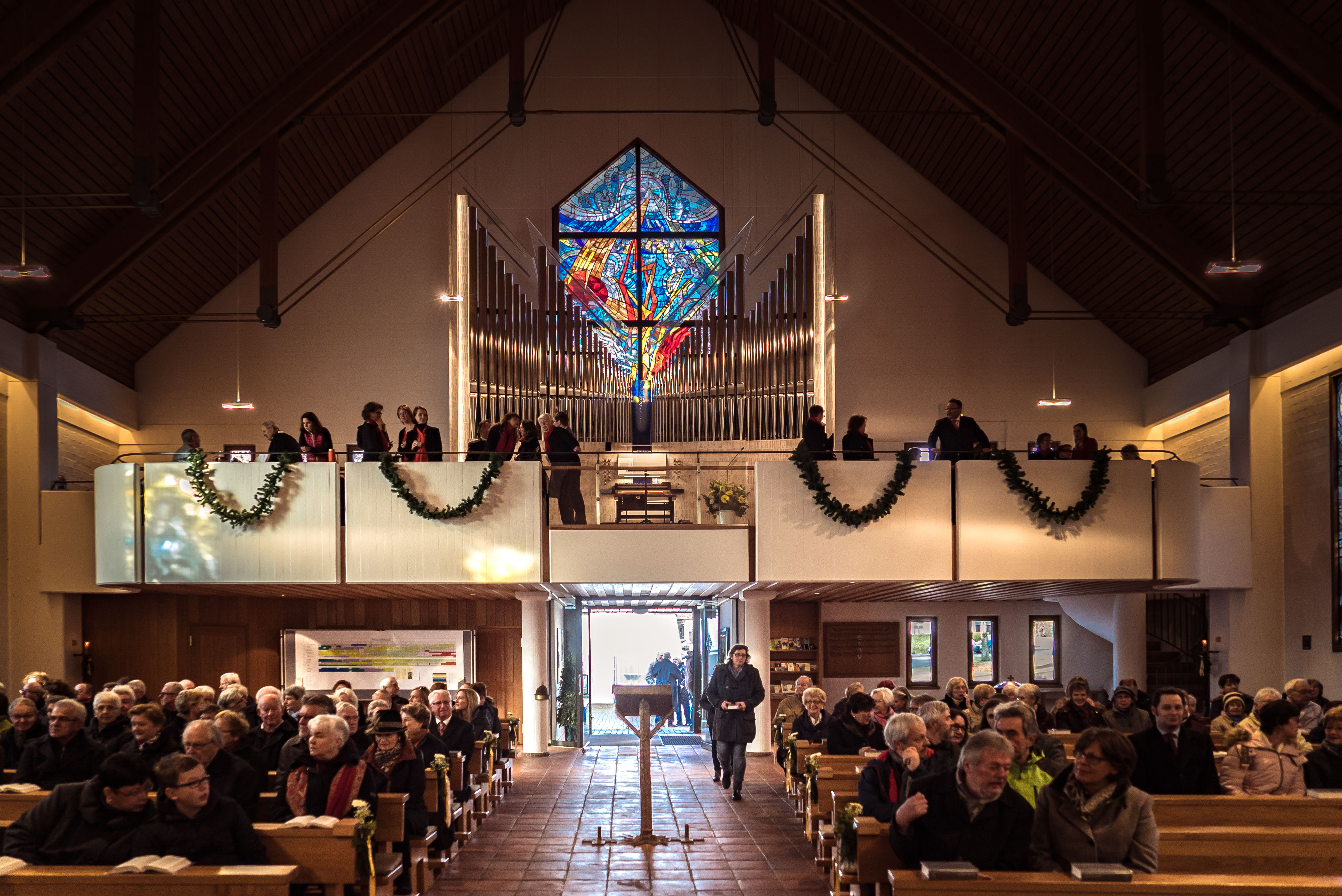
Kirchenraum von St. Benedikt in Regensburg-Oberisling am Tag der Orgelweihe, dem 20. November 2016

Orgelweihe ist in einigen christlichen Kirchen die   Bezeichnung für die Segnung einer Kirchenorgel und deren anschließende Ingebrauchnahme für den Gottesdienst.

## Geschichte
In Lateineuropa, nicht dagegen im Byzantinischen Reich, fand die Orgel Aufnahme in den Kirchenraum und galt seit dem späten 13. Jahrhundert (Konzil von Mailand) als das gottesdienstliche Instrument schlechthin. Ein früher Beleg für eine Orgelweihe (1456) ist die Inschrift der Orgel des Aegidienklosters (Braunschweig), in der es heißt: „Der ganze Konvent des Klosters weiht diese Orgel in Frömmigkeit Christus und seiner Mutter Maria … Diese Orgel möge an den Himmel heranreichen und ihr Lied erklingen lassen … In dieser Freude frohlocke zum Wohlgefallen Gottes.“

## Römisch-katholische Kirche
Der liturgische Ablauf in der römisch-katholischen Kirche ist im Benediktionale festgelegt. Obwohl es sich um eine Segnung (lateinisch Benedictio) handelt, wird sie im Volksmund als Orgelweihe bezeichnet. Sie kann als Wort-Gottes-Feier oder im Rahmen einer heiligen Messe nach der Homilie vorgenommen werden. Die Orgel schweigt während der Feier bis zur Segnung.
Im Benediktionale hat die Feier folgenden Ablauf:
- Liturgische Eröffnung mit Gesang oder Musik
- Oration
- Lesung, für die mehrere Texte aus der Bibel zur Verfügung stehen, etwa 1 Chr 15 EU, 2 Chr 5,2-13 EU, Eph 5,15-20 EU, Kol 3,12-17 EU, Offb 19,1-9 EU
- Antwortgesang: Psalm 117 mit Gloria Patri
- Homilie/Ansprache
- Segensgebet, Besprengung der Orgel durch den Zelebranten mit Weihwasser, Inzens mit Weihrauch (möglichst unmittelbar an der Orgel; während des Ganges zur Orgel kann Lobe den Herren gesungen werden)
- erstes Spiel der Orgel
- Fürbitten
- Wechselgebet mit Vater unser
- Gesang des Te Deum
- Oration
- Abschluss mit Orgelspiel

Die Liturgiekonstitution des Zweiten Vatikanischen Konzils Sacrosanctum Concilium stellte heraus, dass der Klang der Orgel „den Glanz der kirchlichen Zeremonien wunderbar zu steigern und die Herzen mächtig zu Gott und zum Himmel emporzuheben“ vermag. Das Segensgebet bei der Orgelweihe nimmt diese Formulierung auf; es hebt hervor, „dass  der  Mensch berufen ist, Gott zu loben“. Die ganze Feier der Orgelweihe soll doxologischen, Gott lobenden Charakter haben. Die Vielzahl der Orgelpfeifen, die einen harmonischen Zusammenklang ergeben, werden als Vorbild für „die Einheit der Kirche in Vielfalt“ betrachtet.

„Großer Gott, du willst, dass wir Menschen dir in der Freude des Herzens dienen. Deshalb lassen wir Musik und Instrumente zu deinem Lob erklingen. Du hast deinem Diener Mose den Auftrag gegeben, Posaunen anzufertigen, damit sie bei der Feier des Opfers erschallen. Mit Flöten- und Harfenklang hat das auserwählte Volk dir seine Loblieder gesungen. Dein Sohn ist Mensch geworden und hat jenen Lobgesang auf diese Erde gebracht, der in den himmlischen Wohnungen durch alle Ewigkeit erklingt. Der Apostel mahnt uns, dir aus vollem Herzen zu singen und zu jubeln.
In dieser festlichen Stunde bitten wir dich: Segne + diese Orgel, damit sie zu deiner Ehre ertöne und unsere Herzen emporhebe zu dir. Wie die vielen Pfeifen sich in einem Klang vereinen, so lass uns als Glieder deiner Kirche in gegenseitiger Liebe und Brüderlichkeit verbunden sein, damit wir einst mit allen Engeln und Heiligen in den ewigen Lobgesang deiner Herrlichkeit einstimnmen dürfen. Das gewähre durch Christus, unseren Herrn. Amen.“

## Evangelisch-lutherische Kirche (VELKD)
Die neue Orgel wird im Eingangsteil eines Gottesdienstes am Sonn- oder Feiertag vom Gemeindepfarrer nach dem Kollektengebet geweiht. Vorher singt die Gemeinde ohne Orgelbegleitung. Als Lesung wird Kol 3,16–17  vorgetragen. Der Pfarrer spricht das Einweihungsgebet:

„Allmächtiger, ewiger Gott, du willst, daß wir dir mit freudigem Herzen dienen. Deshalb lassen wir Stimmen und Instrumente zu deinem Lob erklingen. Wir danken dir, daß wir heute eine neue Orgel in Gebrauch nehmen können. Laß uns das große Geschenk der Musik fröhlich annehmen. Gib, daß diese Orgel zu deiner Ehre gespielt wird und uns hilft, dich allezeit zu preisen. Durch Jesus Christus, unsern Herrn. Amen.“

Für die folgende, vom Pfarrer gesprochene Widmung bestehen mehrere Optionen. Entweder heißt es, die Orgel sei soeben durch Schriftlesung und Gebet „dem Dienst Gottes geweiht / in den Dienst Gottes gestellt“ worden. Oder der Pfarrer erklärt, dass er nach Schriftlesung und Gebet „nun“ die Orgel im Namen des dreieinigen Gottes weihe.
Die Orgel erklingt daraufhin zum ersten Mal. Die Gemeinde singt das Graduallied mit Orgelbegleitung; auch ein Orgelchoral im Wechsel mit dem Gemeindegesang wird vorgeschlagen. „Dabei besteht die Möglichkeit, den cantus firmus nacheinander in allen Stimmlagen zu spielen.“